# ذي المالح

تعديل مصدري - تعديل

ذي المالح هي إحدى قرى عزلة القارة بمديرية رصد التابعة لمحافظة أبين، بلغ تعداد سكانها 175 نسمة حسب تعداد اليمن لعام 2004.